# Joni Pitkänen
Joni Pitkänen (* 19. September 1983 in Oulu) ist ein ehemaliger finnischer Eishockeyspieler, der im Verlauf seiner aktiven Karriere zwischen 1999 und 2016 unter anderem 574 Spiele für die Philadelphia Flyers, Edmonton Oilers und Carolina Hurricanes in der National Hockey League (NHL) auf der Position des Verteidigers bestritten hat. Seinen größten Karriereerfolg feierte Pitkänen, der im Jahr 2004 im NHL All-Rookie Team stand, im Trikot der finnischen Nationalmannschaft mit dem Gewinn der Bronzemedaille bei den Olympischen Winterspielen 2010.

## Karriere
Pitkänen verbrachte seine Juniorenzeit in der Juniorenabteilung seines Heimatklubs Oulun Kärpät, für dessen Profimannschaft der Verteidiger in der Saison 2000/01 in der SM-liiga debütierte. Bereits im folgenden Spieljahr avancierte der 18-Jährige zum Stammspieler und wurde daraufhin im NHL Entry Draft 2002 in der ersten Runde an der vierten Gesamtposition von den Philadelphia Flyers aus der National Hockey League (NHL) ausgewählt. Nach einem weiteren Spieljahr in der finnischen Eliteklasse, in der er Vizemeister mit der Mannschaft wurde, wechselte der Finne nach Nordamerika.

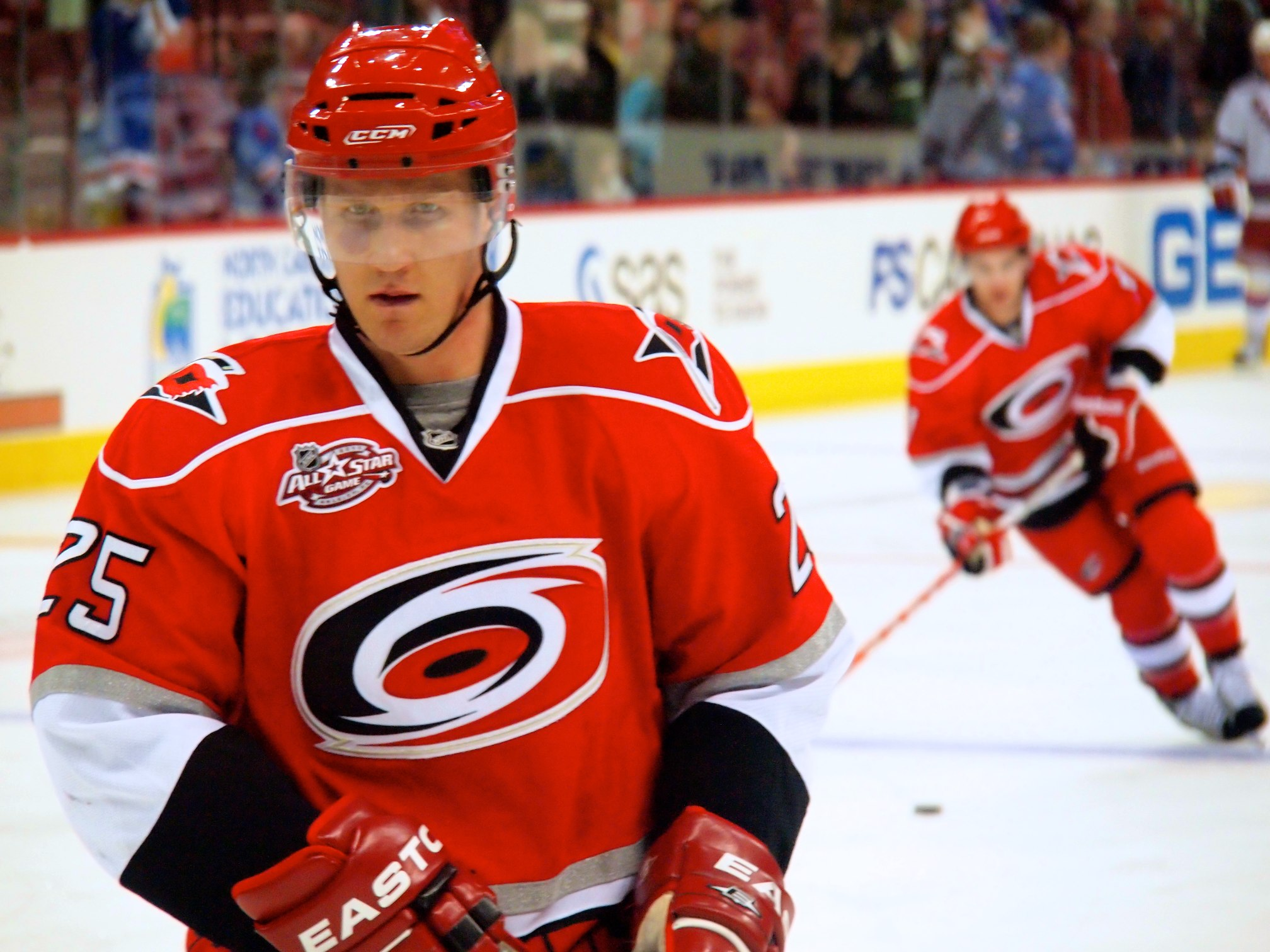
Pitkänen im Trikot der Carolina Hurricanes

Ab der Saison 2003/04 stand Pitkänen bei den Philadelphia Flyers in der NHL auf dem Eis. Nach einer guten ersten Spielzeit, an deren Ende er ins NHL All-Rookie Team berufen wurde, ging Pitkänen während der ausgefallenen NHL-Saison 2004/05 zum Farmteam der Flyers, den Philadelphia Phantoms, in der American Hockey League (AHL). Mit den Phantoms gewann Pitkänen am Saisonende den Calder Cup. Nach der Wiederaufnahme des Spielbetriebs in der NHL kehrte Pitkänen zur Spielzeit 2005/06 zu den Flyers zurück und wurde mit 46 Scorerpunkten in 58 Spielen bester Scorer unter den Verteidigern der Teams. Am 14. Juli 2006 verlängerte Pitkänen seinen Vertrag bei den Flyers vorzeitig, jedoch wurde der Abwehrspieler nur ein Jahr später im Juli 2007 zusammen mit Geoff Sanderson und einem Drittrunden-Wahlrecht im NHL Entry Draft 2009 im Tausch für Jason Smith und Joffrey Lupul zu den Edmonton Oilers transferiert. Wenige später unterschrieb er dort einen Einjahresvertrag.
Am 1. Juli 2008 wurde Joni Pitkänen zu den Carolina Hurricanes transferiert, wo er einen Tag später einen mit zwölf Millionen US-Dollar dotierten Vertrag unterschrieb. Im Gegenzug wechselte Erik Cole zu den Oilers. Über die folgenden Spielzeiten wurde der Finne bei den Hurricanes heimisch. Ab der Saison 2011/12 wurde er jedoch immer wieder von Verletzungen zurückgeworfen und absolvierte zwischen 2011 und 2013 nur 52 Partien. Im April 2013 zog sich Pitkänen bei einem Zweikampf eine Fraktur des Fersenbeins zu und fiel daraufhin auch die gesamte Saison 2013/14 aus. Nachdem er auch in der Spielzeit 2014/15 kein Pflichtspiel absolviert hatte, kehrte er im Februar 2016 für drei Spiele zu seinem Stammverein Oulun Kärpät zurück, beendete in der Folge jedoch im Alter von 32 Jahren aufgrund anhaltender Beschwerden seine aktive Karriere. Zwischen 2016 und 2018 arbeitete er kurzzeitig als Scout für seinen Ex-Arbeitgeber aus Carolina.

### International
Für sein Heimatland stand Pitkänen im Juniorenbereich für Finnland bei der World U-17 Hockey Challenge 2000 und den U20-Junioren-Weltmeisterschaften 2002 in Tschechien und 2003 in der kanadischen Nova Scotia auf dem Eis. Die beiden Junioren-Weltmeisterschaften beendete die finnische U20-Nationalmannschaft jeweils mit dem Gewinn der Bronzemedaille. Zudem wurde Pitkänen im Jahr 2003 als bester Verteidiger des Turniers ausgezeichnet und ins All-Star-Team gewählt.
Für die A-Nationalmannschaft bestritt der Abwehrspieler lediglich das Eishockeyturnier der Olympischen Winterspiele 2010 im kanadischen Vancouver, die mit dem Gewinn einer weiteren Bronzemedaille endeten. Beim World Cup of Hockey 2004, den die Finnen auf dem zweiten Platz abschlossen, stand Pitkänen ebenfalls im Kader, blieb jedoch ohne Einsatz.

## Erfolge und Auszeichnungen
| - 2003 Finnischer Vizemeister mit Oulun Kärpät - 2004 Teilnahme am NHL YoungStars Game - 2004 NHL All-Rookie Team | - 2005 Teilnahme am AHL All-Star Classic - 2005 Calder-Cup-Gewinn mit den Philadelphia Phantoms |

### International
| - 2002 Bronzemedaille bei der U20-Junioren-Weltmeisterschaft - 2003 Bronzemedaille bei der U20-Junioren-Weltmeisterschaft - 2003 Bester Verteidiger der U20-Junioren-Weltmeisterschaft | - 2003 All-Star-Team der U20-Junioren-Weltmeisterschaft - 2010 Bronzemedaille bei den Olympischen Winterspielen |

## Karrierestatistik

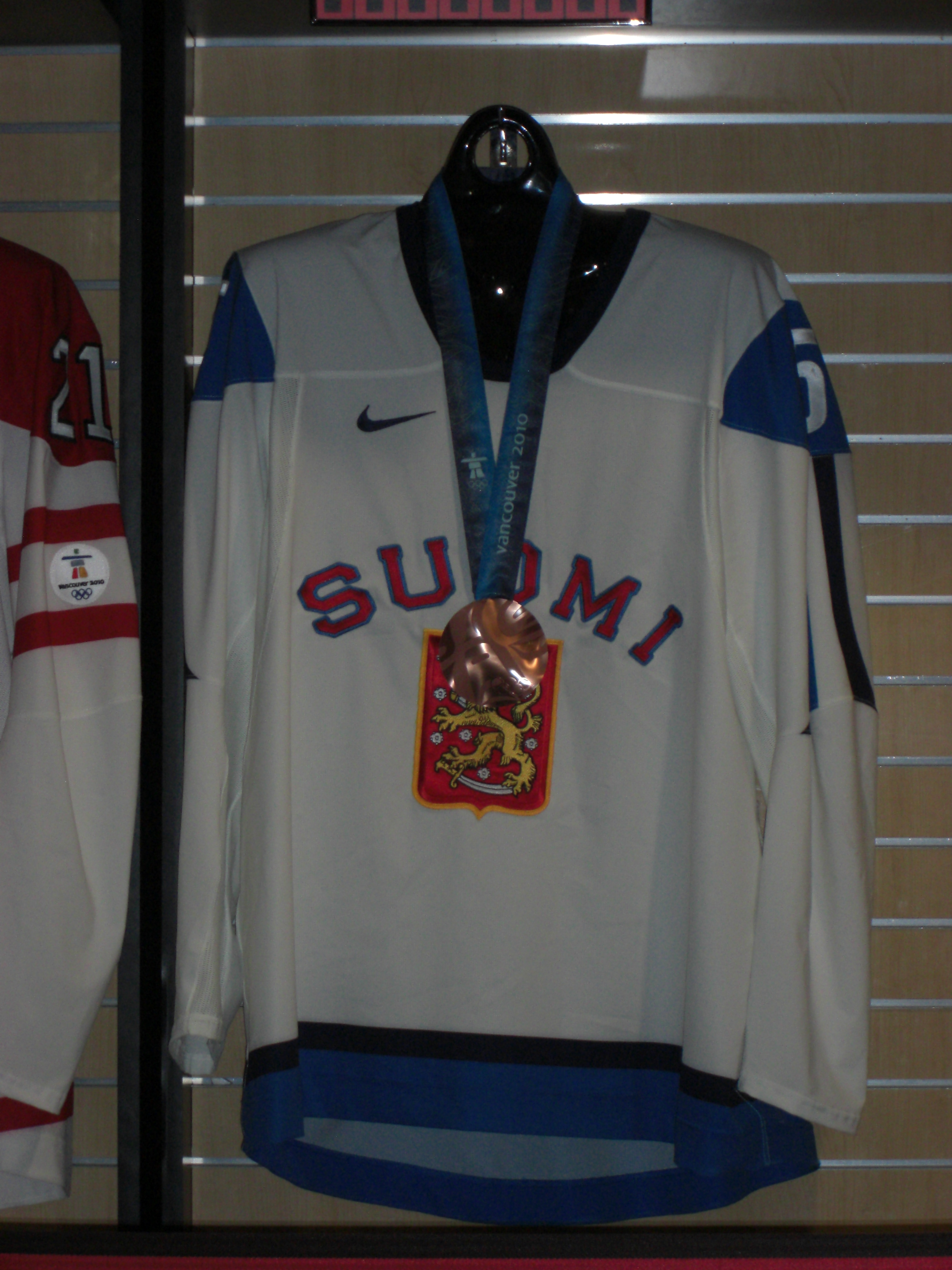
Ausstellungsstück mit Pitkänens olympischer Bronzemedaille

### International
Vertrat Finnland bei:
| - World U-17 Hockey Challenge 2000 - U20-Junioren-Weltmeisterschaft 2002 - U20-Junioren-Weltmeisterschaft 2003 | - World Cup of Hockey 2004 - Olympischen Winterspielen 2010 |

(Legende zur Spielerstatistik: Sp oder GP = absolvierte Spiele; T oder G = erzielte Tore; V oder A = erzielte Assists; Pkt oder Pts = erzielte Scorerpunkte; SM oder PIM = erhaltene Strafminuten; +/− = Plus/Minus-Bilanz; PP = erzielte Überzahltore; SH = erzielte Unterzahltore; GW = erzielte Siegtore; 1 Play-downs/Relegation; Kursiv: Statistik nicht vollständig)